# Episinus antipodianus
Episinus antipodianus là một loài nhện trong họ Theridiidae.
Loài này thuộc chi Episinus. Episinus antipodianus được Octavius Pickard-Cambridge miêu tả năm 1879.